# 루카스 사트캄프
루카스 "루캉" 사트캄프(포르투갈어: Lucas "Lucão" Saatkamp, 1986년 3월 6일~)는 브라질의 배구 선수로 포지션은 미들블로커이다. 브라질 자국 리그인 수페를리가 브라질레이라 지 볼레이보우에서 주로 활동했으며 현재 볼레이 나타우 소속으로 활동하고 있다.
국제 대회에서는 브라질 국가대표로서 올림픽에서 금메달 1개(2016), 은메달 1개(2012)를 획득했으며, 세계 선수권 대회 1회 우승, 2회 준우승, 월드리그 3회 우승을 달성했다.